# Waconda
Waconda az Amerikai Egyesült Államok északnyugati részén, Oregon állam Marion megyéjében elhelyezkedő kísértetváros.
Az Adelman család az 1904 utáni években a település összes ingatlanát felvásárolta.

## Fordítás
- Ez a szócikk részben vagy egészben  a   Waconda, Oregon című angol Wikipédia-szócikk ezen változatának fordításán alapul.  Az eredeti cikk szerkesztőit annak laptörténete sorolja fel. Ez a jelzés csupán a megfogalmazás eredetét és a szerzői jogokat jelzi, nem szolgál a cikkben szereplő információk forrásmegjelöléseként.